# Irene Samper Bilbao
Irene Samper (Zaragoza, 24 de abril de 1998) es una jugadora española de fútbol sala. Juega de ala y su equipo actual es el Burela de la Primera División de fútbol sala femenino de España.

## Trayectoria
Empezó jugando en el Intersala Zaragoza hasta los 17 años, cuando ficha por el filial de la AD Alcorcón FSF donde permaneció un año hasta que subió al primer equipo. Tras seis temporadas en el equipo alfarero, en el mercado de verano de la temporada 2021-22 ficha por el Burela.

## Selección nacional
El primer partido con la selección española fue el 15 de noviembre de 2016 contra la selección de Rusia. En el año 2018 jugó la fase de clasificación para el primera Eurocopa, en 2019 y 2022 participó en la Eurocopa de Portugal donde se proclamó campeona.

## Estadísticas

### Clubes
Actualizado al último partido jugado el 26 de junio de 2022.
| Club | Div.          | Temporada     | Liga  | Liga  | Liga       | Liga      | Copas nacionales(1) | Copas nacionales(1) | Copas nacionales(1) | Copas nacionales(1) | Torneos internacionales(2) | Torneos internacionales(2) | Torneos internacionales(2) | Torneos internacionales(2) | Total(3) | Total(3) | Total(3)   | Total(3)  |
| Club | Div.          | Temporada     | Part. | Goles | Amonestado | Expulsado | Part.               | Goles               | Amonestado          | Expulsado           | Part.                      | Goles                      | Amonestado                 | Expulsado                  | Part.    | Goles    | Amonestado | Expulsado |
| --- | ------------- | ------------- | ----- | ----- | ---------- | --------- | ------------------- | ------------------- | ------------------- | ------------------- | -------------------------- | -------------------------- | -------------------------- | -------------------------- | -------- | -------- | ---------- | --------- |
| Intersala Zaragoza · España |               |               |       |       |            |           |                     |                     |                     |                     |                            |                            |                            |                            |          |          |            |           |
| 2.ª |               |               |       |       |            |           |                     |                     |                     |                     |                            |                            |                            |                            |          |          |            |           |
| |               | -             | -     | -     | -          | -         | -                   | -                   | -                   | -                   | -                          | -                          |                            | -                          | -        | -        |            |           |
| Total club | Total club    | -             | -     | -     | -          | -         | -                   | -                   | -                   | -                   | -                          | -                          | -                          | -                          | -        | -        | -          |           |
| AD Alcorcón FSF · España |               |               |       |       |            |           |                     |                     |                     |                     |                            |                            |                            |                            |          |          |            |           |
| 1.ª |               |               |       |       |            |           |                     |                     |                     |                     |                            |                            |                            |                            |          |          |            |           |
| 2015-16 | 3             | 3             | 0     | 0     | 0          | 0         | 0                   | 0                   | -                   | -                   | -                          | -                          | 3                          | 3                          | 0        | 0        |            |           |
| 2016-17 | 29            | 8             | 2     | 0     | 2          | 0         | 0                   | 0                   | -                   | -                   | -                          | -                          | 31                         | 8                          | 2        | 0        |            |           |
| 2017-18 | 30            | 8             | 3     | 0     | 1          | 0         | 0                   | 0                   | -                   | -                   | -                          | -                          | 31                         | 8                          | 3        | 0        |            |           |
| 2018-19 | 30            | 14            | 3     | 0     | 2          | 0         | 1                   | 0                   | -                   | -                   | -                          | -                          | 32                         | 14                         | 4        | 0        |            |           |
| 2019-20 | 22            | 9             | 1     | 0     | 3          | 1         | 1                   | 0                   | -                   | -                   | -                          | -                          | 25                         | 10                         | 2        | 0        |            |           |
| 2020-21 | 25            | 11            | 7     | 0     | 3          | 1         | 0                   | 0                   | -                   | -                   | -                          | -                          | 28                         | 12                         | 7        | 0        |            |           |
| Total club | Total club    | 139           | 53    | 16    | 0          | 11        | 2                   | 2                   | 0                   | -                   | -                          | -                          | -                          | 150                        | 55       | 18       | 0          |           |
| CD Burela FS · España |               |               |       |       |            |           |                     |                     |                     |                     |                            |                            |                            |                            |          |          |            |           |
| 1.ª |               |               |       |       |            |           |                     |                     |                     |                     |                            |                            |                            |                            |          |          |            |           |
| 2021-22 | 23            | 10            | 0     | 0     | 6          | 0         | 0                   | 0                   | -                   | -                   | -                          | -                          | 29                         | 10                         | 0        | 0        |            |           |
| Total club | Total club    | 23            | 10    | 0     | 0          | 6         | 0                   | 0                   | 0                   | -                   | -                          | -                          | -                          | 29                         | 10       | 0        | 0          |           |
| Total carrera | Total carrera | Total carrera | 162   | 63    | 16         | 0         | 17                  | 2                   | 2                   | 0                   | -                          | -                          | -                          | -                          | 179      | 65       | 18         | 0         |
| (1) Incluye datos de Copa de España / Supercopa de España. (2) Incluye datos de Campeonato de Europa de Clubes. (3) No incluye datos de partidos amistosos. |               |               |       |       |            |           |                     |                     |                     |                     |                            |                            |                            |                            |          |          |            |           |

## Palmarés y distinciones
- Eurocopa:

 2019
 2022
 2023
- Liga española: 2

2022-23 y 2023-24
- Copa de España: 3

2022, 2023 y 2025
- Supercopa de España: 3

2021/2022, 2022/2023, 2023/2024
- Campeonato de Europa de Clubes de fútbol sala femenino: 1

2021
- Segunda División Liga Española: 1 título (2014/15)
- Copa Gobierno de Aragón : 2 títulos
- Campeona Torneo de la Victoria con la selección española: 2

2017 y 2018
- Campeona Torneo IV Naciones con la selección española (2017)
- Mejor jugadora de la final de la Supecopa 2023/24